# Sérgio Cláudio dos Santos
Sérgio Cláudio dos Santos (Nilópolis, 27 de junho de 1971), mais conhecido como Serginho, é um ex-futebolista brasileiro que atuava como lateral-esquerdo ou meio-campista.

## Carreira

### Itaperuna e Bahia
Serginho começou sua carreira no Itaperuna, time do interior do estado do Rio de Janeiro. Em 1993 foi contratado pelo Bahia, onde em pouco tempo virou ídolo da torcida e ganhou o carinho da massa tricolor. Foi na equipe baiana que Serginho conquistou seu primeiro título como profissional, o Campeonato Baiano de 1994.

### Flamengo
Devido à grande fase no Bahia, em junho de 1994 foi negociado com o Flamengo. No Rubro-Negro, o jogador disputou apenas dez jogos e não conseguiu se firmar como titular do time, pois Marcos Adriano vivia um bom momento.

### Cruzeiro
Serginho foi contratado pelo Cruzeiro em 1995, disputou posição com Nonato e novamente foi reserva. Pouco aproveitado na Raposa, o lateral foi envolvido em uma negociação com o São Paulo.

### São Paulo
À época, os mineiros trocaram Beletti e Serginho por Ronaldo Luiz, Gilmar, Vítor, Donizete Oliveira e Palhinha. O grande talento do lateral despertou no Tricolor Paulista.
No Campeonato Paulista de 1996, o São Paulo de Serginho, Denílson e Müller foi vice-campeão. Após algumas trocas de treinadores, o lateral-esquerdo continuou em boa fase e manteve-se como titular. Em 1997, o Tricolor chegou até a fase final do Campeonato Paulista, mas perdeu para o Corinthians.
Já em 1998, Serginho ficou sem espaço com a chegada do técnico Nelsinho Baptista. Outro fator importante para o lateral não jogar regularmente foi o surgimento de Fábio Aurélio, que brilhava na base do Tricolor. Alterando bons e maus jogos, Serginho ajudou o São Paulo a conquistar o Campeonato Paulista em cima do Corinthians.
Na temporada de 1999, o lateral chegou ao seu melhor nível. Mesmo com os problemas extracampo da diretoria, Serginho seguiu sendo peça fundamental da equipe.

### Milan
Ainda em 1999, após viver grande fase no São Paulo e marcar catorze gols em 26 partidas no primeiro semestre, Serginho chamou a atenção de diversas equipes da Europa. Assim, foi negociado com o Milan, clube que defenderia até a temporada de 2007–08.
O lateral viveu um momento especial na temporada de 2003–04: disputou 33 jogos no total, e, ao lado dos brasileiros Cafu e Kaká, conquistou a Liga dos Campeões da UEFA e o Campeonato Italiano.
Disputou seu último jogo oficial no dia 18 de maio de 2008, contra a Udinese, numa vitória por 4 a 1 no San Siro. Pela equipe milanesa, foram 280 partidas disputadas no total, com 25 gols marcados, oito títulos e muitas assistências.

## Seleção Nacional
Pela Seleção Brasileira, Serginho fez parte do grupo campeão da Copa América de 1999. Após muito sucesso no Milan e quase que sem reconhecimento nenhum por parte da CBF em convocá-lo, Serginho viveu sua melhor fase profissional sem atuar por sua seleção nacional. Depois de alguns anos atuando pelo Milan, em grande fase e jogando em alto nível, veio a convocação para a "Amarelinha". O jogador rejeitou-a e ainda fez questão de encaminhar uma carta de resposta à CBF, em que pediu para que nunca mais fosse convocado novamente.

## Pós-aposentadoria
Após aposentar-se, em 2008, Serginho continuou no Milan, como consultor de mercado do clube no Brasil. Seu prestígio é tão grande dentro do clube, que ele passou a realizar um trabalho similar ao de outros grandes campeões e ídolos que ainda trabalham no Milan mesmo após abandonarem os gramados, como Daniele Massaro, Franco Baresi, Mauro Tassotti, George Weah e Paolo Maldini.

## Títulos
Bahia
- Campeonato Baiano: 1994

São Paulo
- Copa dos Campeões Mundiais: 1996
- Campeonato Paulista: 1998

Milan
- Supercopa da UEFA: 2003
- Copa da Itália: 2002–03
- Serie A: 2003–04
- Supercopa da Itália: 2004
- Liga dos Campeões da UEFA: 2002–03 e 2006–07
- Troféu Luigi Berlusconi: 2002, 2005, 2006, 2007 e 2008
- Copa do Mundo de Clubes da FIFA: 2007

Seleção Brasileira
- Copa América: 1999